# Đại bàng Mã Lai
Đại bàng Mã Lai (tên khoa học Ictinaetus malaiensis), là một loài chim săn mồi duy nhất thuộc chi Ictinaetus. Chúng sống ở vùng núi rừng nhiệt đới của châu Á, được nhận biết rất dễ khi chúng bay với hình ảnh cánh dài, xòe giống như những "ngón tay" dài, chân màu vàng, tương phản với màu lông đen đặc trưng.

## Phân bố

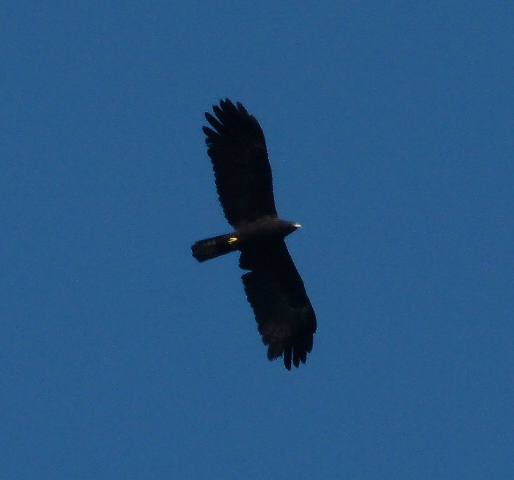
Hình ảnh một con đại bàng đen khi bay

Chúng sống ở vùng rừng có độ che phủ lớn tại các khu vực núi cao của châu Á từ phía Tây dãy Himalaya qua Nepal tới Đông bắc Murree, Tây Ghats sang Aravalli ở bán đảo Ấn Độ, Sri Lanka. Ngoài ra là khu vực Miến Điện, Nam Trung Quốc (Vân Nam, Phúc Kiến, Đài Loan) và bán đảo Mã Lai cũng thấy sự xuất hiện của loài này.

## Mô tả
Đây là loài chim ăn thịt dài khoảng 70 – 80 cm, có bộ lông màu đen đặc trưng cùng bàn chân màu vàng. Cánh rộng dài qua cả chóp đuôi, lông đuôi nhạt hơn, móng vuốt dài và ít cong hơn so với các loài đại bàng khác. Khi bay, chúng bay với tốc độ chậm.
Thức ăn của chúng là động vật có vú, chim và trứng. Chúng làm tổ từ giữa tháng giêng tới tháng tư, trên cây cao và đẻ từ 1 - 2 trứng.

## Phân loài
- Ictinaetus malaiensis perniger - Ấn Độ, Nepal, Bhutan và Sri Lanka.
- Ictinaetus malaiensis malaiensis - Myanmar tới miền nam Trung Quốc, Đông Nam Á tới Indonesia.

## Phát sinh chủng loài
Ba loài đại bàng đốm trong chi Clanga (trước đây từng gộp trong Aquila) tạo thành một nhánh có quan hệ chị em với Lophaetus occipitalis và Ictinaetus malaiensis. Lophaetus occipitalis đôi khi cũng từng được gộp trong Ictinaetus như là Ictinaetus occipitalis.